# Charles Canning, 1. hrabě Canning
Charles Canning, 1. hrabě Canning (Charles John Canning, 1st Earl Canning, 2nd Viscount Canning) (14. prosince 1812 Brompton – 17. června 1862 Londýn) byl britský státník, syn premiéra G. Canninga. V politice náležel k toryům a již v mládí se stal členem britské vlády. Vrcholem jeho kariéry byla funkce místokrále v Indii (1856–1862), získal titul hraběte a Podvazkový řád.

## Životopis
Byl nejmladším synem premiéra G. Canninga, měl dva starší bratry, kteří však zemřeli předčasně. Od dětství měl vlivné postavení ve společnosti jako syn populárního a předčasně zemřelého premiéra, studoval v Etonu a Oxfordu. V letech 1836–1837 byl krátce členem Dolní sněmovny, v roce 1837 po matce zdědil titul vikomta a přešel do Sněmovny lordů. V politice patřil k umírněným konzervativcům a brzy se dostal k vládním úřadům. V letech 1841–1846 byl státním podsekretářem zahraničí, v roce 1846 krátce vrchním komisařem státních lesů a předsedou státní komise pro urbanistický rozvoj Londýna. Jako náměstek ministra zahraničí byl podřízeným lorda Aberdeena, který jej pak povolal do své vlády jako generálního poštmistra (1853–1855), v této funkci vynikl organizací poštovní správy.

### Místokrál v Indii
Na návrh premiéra Palmerstona byl v prosinci 1855 jmenován generálním guvernérem v Indii, funkci převzal v únoru 1856. Musel se vypořádat s rozsáhlým povstáním, které mělo částečně příčinu v politice předchozího generálního guvernéra lorda Dalhousie. Canning sílu povstání nejprve podcenil, nakonec ale s pomocí armády zakročil rázně, aby upevnil britskou nadvládu. Důsledkem povstání bylo mimo jiné zrušení Východoindické společnosti a převedení správy Indie přímo pod britskou korunu. Indická ústava z roku 1858 nově formulovala statut britského místodržitele a na základě toho se Canning stal prvním indickým místokrálem (1. listopadu 1858). V následujících letech se mu podařilo stabilizovat politické i hospodářské poměry, v roce 1859 za zásluhy obdržel poděkování obou komor parlamentu. V roce 1859 získal také titul hraběte a Řád lázně.
Indii opustil na jaře 1862, po návratu do Anglie obdržel Podvazkový řád, krátce nato náhle zemřel. Byl pohřben ve Westminsterském opatství, zanechal po sobě majetek v hodnotě čtvrt miliónu liber. Mimo jiné byl kurátorem Britského muzea
Jeho manželkou byla od roku 1835 Charlotte Stuart (1817–1861) z rodu markýzů z Bute. Jejich manželství zůstalo bez potomstva, Charlotte zemřela v Kalkatě krátce před manželovým odchodem z Indie.